# باشگاه فوتبال اومیا آردیجا
اشگاه فوتبال اومیا آردیجا ژاپنی: 大宮アルディージャ باشگاه فوتبالی در شهر استان سایتاما، ژاپن است که در جی‌لیگ ۲ بازی می‌کند. این باشگاه در سال ۱۹۶۹ میلادی پایه‌گذاری شده است.